# Cephalostachyum chapelieri
Cephalostachyum chapelieri är en gräsart som beskrevs av William Munro. Cephalostachyum chapelieri ingår i släktet Cephalostachyum och familjen gräs. Inga underarter finns listade i Catalogue of Life.